# طنط الجزيرة
طنط الجزيرة إحدى قرى مركز طوخ التابع لمحافظة القليوبية بجمهورية مصر العربية.

## التاريخ
قرية طنط الجزيرة من القرى القديمة، حيث وردت باسم «طنت» في أعمال المنوفية ضمن قرى الروك الصلاحي التي أحصاها ابن مماتي في كتاب قوانين الدواوين، كما وردت باسم «طنت» في أعمال المنوفية ضمن قرى الروك الناصري التي أحصاها ابن الجيعان في كتاب «التحفة السنية بأسماء البلاد المصرية». وفي العصر العثماني ورد اسمها في التربيع العثماني الذي أجراه الوالي العثماني سليمان باشا الخادم في عصر السلطان العثماني سليمان القانوني ضمن قرى ولاية المنوفية، وفي تاريخ 1228هـ/1813م الذي عدّ قرى مصر بعد المسح الذي قام به محمد علي باشا باسم «طنط الجزيرة» ضمن قرى مديرية المنوفية، ظلت القرية تابعة لمديرية المنوفية لوقوعها غرب نهر النيل حتى تحول مجرى النيل عندها سنة 1274هـ/1846م، فانتقلت تبعيتها إلى مديرية القليوبية.

## السكان
بلغ عدد سكان طنط الجزيرة 16,310 نسمة، حسب الإحصاء الرسمي لعام 2006.